# National Grid
National Grid plc – brytyjska spółka akcyjna notowana na London Stock Exchange, wchodząca w skład indeksu FTSE 100. Firma zajmuje się przesyłem i dystrybucją energii elektrycznej oraz gazu ziemnego. Główne rynki, na których działa, to Wielka Brytania i USA.

## Historia
Firma powstała w 1990. Przejęła infrastrukturę do przesyłu energii elektrycznej, którą zarządzała wcześniej agenda rządowa pod nazwą Central Electricity Generating Board. Jej udziałowcami było 12 regionalnych spółek produkujących prąd, powstałych w wyniki prywatyzacji brytyjskiego sektora energetycznego. W 1995 spółka trafiła na londyńską giełdę. W latach 2000–2007 przeprowadziła serię przejęć, które uczyniły z niej ważnego gracza na rynku przesyłu prądu i gazu w USA. W 2002 zadebiutowała na brytyjskim rynku gazowym, łącząc się z wyspecjalizowaną w dystrybucji gazu ziemnego firmą Lattice.

## Działalność

### Wielka Brytania
Spółka zarządza wszystkimi liniami wysokiego napięcia w Wielkiej Brytanii (poza Irlandią Północną). W Anglii i Walii linie te są jej własnością, zaś w Szkocji jest administratorem sieci należącej do firm Scottish Power i Scottish & Southern Energy. Ponadto jest operatorem całej sieci przesyłowej gazu ziemnego na odcinku od granicy do dystrybutora regionalnego. W czterech regionach Anglii sama pełni również rolę takiego dystrybutora.

### USA
Na rynku amerykańskim firma obecna jest głównie w stanach północno-wschodnich, a dokładniej w Massachusetts, New Hampshire, Nowym Jorku, Rhode Island i Vermont. Łączna liczba jej klientów w USA (obejmująca zarówno dostawy energii, jak i gazu) wynosi ok. 7 milionów.